# Építési műszaki ellenőr

A műszaki ellenőr (röviden: ME) az építőiparban az a szakértő személy, aki az építtető képviseletében az építési vállalkozó munkáját ellenőrzi az építési folyamat során. Ellenőrzi, hogy az adott épület/létesítmény a terveknek megfelelően készül-e el.
Feladatát és kötelező alkalmazásának körülményeit az építőipari kivitelezési tevékenységről szóló 191/2009. (IX. 15.) Korm. rendelet 16. §-a írja le. A műszaki ellenőr alkalmazható minden építési folyamatban, önkéntesen. Az építtető nem szakértő személy, aki döntései során támaszkodik a műszaki ellenőr szakmai támogatására. A műszaki ellenőr döntést nem hoz az építtető nevében, nem irányítja és nem szervezi az építési folyamatot. Közbeavatkozási kötelezettsége abban az esetben van, ha jogszabályokkal ütköző folyamatokat tapasztal, ez esetben nincs mérlegelési lehetősége, dokumentálnia és jelentenie kell az eseményt hivatalosan (az építési naplóban), a felelős műszaki vezető és megbízója felé.

## Az építési műszaki ellenőr fajtái
Építészet - mélyépítési 
Építészet - magasépítési 
Épületvillamosság 
Épületgépészet   
Út és közmű   